# Andrzej Desperak
 Andrzej Desperak  (ur. 19 października 1958, zm. 27 września 2024) – polski artysta, malarz, grafik, pedagog.

## Życiorys
Studiował w krakowskiej Akademii Sztuk Pięknych na Wydziale Grafiki w Katowicach. W 1984 uzyskał dyplom uczelni, za który został nagrodzony medalem, oraz otrzymał stypendium Ministra Kultury i Sztuki. W 1991 otrzymał Nagrodę Prezydenta miasta Częstochowy w dziedzinie kultury. W czasie I Triennale Sztuki Sacrum otrzymał Nagrodę Honorową krytyków sztuki. Był nauczycielem plastyki w I Społecznym Liceum Ogólnokształcącym im. Zbigniewa Herberta STO w Częstochowie. Od 2002 profesor nadzwyczajny w Zakładzie Komunikacji Wizualnej Instytutu Plastyki Akademii im. Jana Długosza w Częstochowie. Uprawia malarstwo, grafikę, rysunek i projektowanie graficzne. Jest twórcą nowego logo Akademii im. Jana Długosza w Częstochowie.

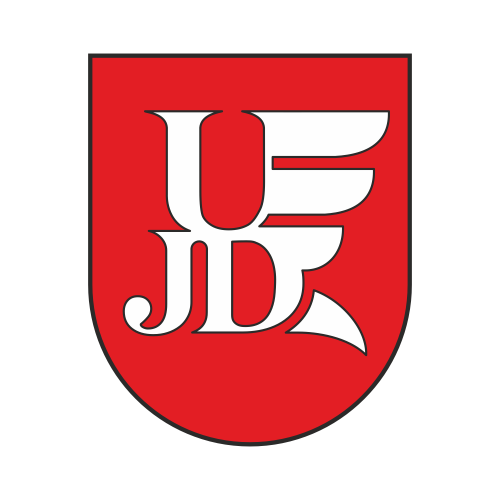
logo Akademii im. Jana Długosza w Częstochowie

Jest twórcą rysunków z cyklu: Przestrzeń mroczna - przestrzeń świetlista oraz cyklu grafik komputerowych: Wielka Jutrznia. Autor wielu wystaw min: Duchowość konstrukcji (lipiec 1998, Galeria Krytyków Pokaz w Warszawie), O drodze (grudzień 2006-styczeń 2007 Miejska Galeria Sztuki w Częstochowie), Wielka Jutrznia (styczeń-luty 2007, Galeria Krytyków Pokaz w Warszawie). Jest również autorem wielu wystaw indywidualnych, w takich galeriach jak: Zachęta w Warszawie, Krypta u Pijarów w Krakowie, Galeria Sztuki Współczesnej BWA w Katowicach.
Zmarł 27 września, pochowany na cmentarzu parafialnym w Kłobucku.